# J. August Richards

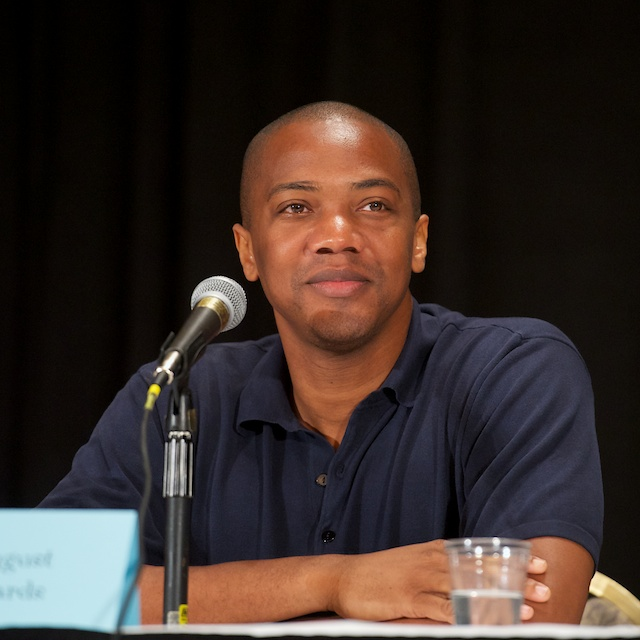
J. August Richards (2012)

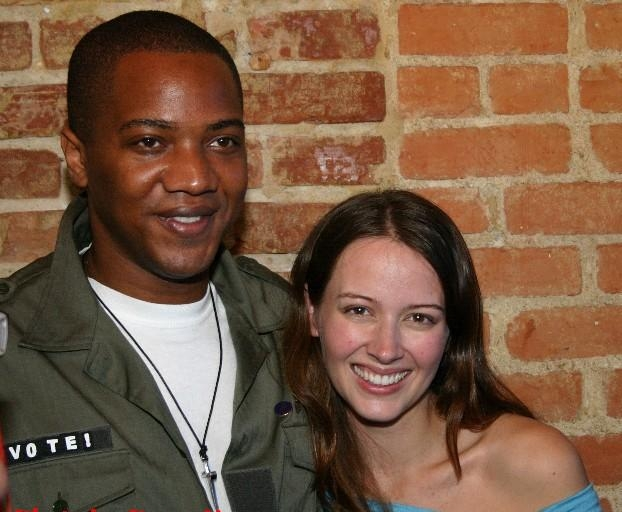
Richards gemeinsam mit Kollegin Amy Acker bei einer Wohltätigkeitsveranstaltung

Jaime Augusto Richards III (* 28. August 1973 in Washington, D.C.) ist ein US-amerikanischer Schauspieler, der in Deutschland vor allem durch seine Rolle als Charles Gunn in Angel – Jäger der Finsternis bekannt wurde.

## Leben
J. August Richards wurde in Washington, D.C. geboren, wuchs aber in einem Vorort von Bladensburg, Maryland auf. Er entdeckte seine Liebe zur Schauspielerei bereits in jungen Jahren und besuchte eine High School für darstellende Künste, wo er in verschiedenen Theaterstücken auftreten konnte.
Richards Schauspielkarriere begann, nachdem er von einem Castingdirektor entdeckt wurde. Seinen ersten Gastauftritt hatte er in der Bill-Cosby-Show.
Richards nahm an einem Programm für bildende und darstellende Künste (Visual and Performing Arts) an der Suitland High School in Suitland, Maryland teil und machte dort 1991 seinen Abschluss. Nach seinem Abschluss bewarb er sich festentschlossen eine Schauspielkarriere zu starten und nach Los Angeles zu gehen nur an einem College. Er wurde nicht nur an der University of Southern California angenommen, sondern bekam auch einige Theaterstipendien und Zuschüsse angeboten.
In seiner Freizeit malt Richards gerne und hat seit seiner Arbeit am Theaterstück Space ein Interesse für die Astronomie entwickelt.
Während verschiedener Produktionsarbeiten reiste er durch die Vereinigten Staaten und besucht sowohl das Heimatland seiner Eltern Panama als auch andere Länder in Mittelamerika gerne. Richards unterstützt außerdem die Make-A-Wish-Foundation. Derzeit lebt Richards in Los Angeles, Kalifornien.
In Interviews sagte Richards, dass er als Künstlernamen nur „J“ trägt, da sein Vorname Jáimé zwei Akzente trägt und so „Hai-mai“ anstatt „Hai-me“ ausgesprochen wird.

## Filmografie (Auswahl)
- 1988: Die Bill-Cosby-Show (The Cosby Show, Fernsehserie, Folge 5x05)
- 1993: Alle unter einem Dach (Family Matters, Fernsehserie, Folge 5x12)
- 1995: Space 2063 (Space: Above and Beyond, Fernsehserie, Folge 1x11)
- 1995: Countdown des Schreckens (OP Center, Miniserie)
- 1996: Diagnose: Mord (Diagnosis Murder, Fernsehserie, Folge 3x09)
- 1997: JAG – Im Auftrag der Ehre (JAG, Fernsehserie, Folge 2x15)
- 1997: The Good News (Fernsehserie, Folge 1x07)
- 1997: Players (Fernsehserie, Folge 1x05)
- 1997: Good Burger – Die total verrückte Burger-Bude (Good Burger)
- 1998: Why Do Fools Fall in Love
- 1998: The Temptations (Miniserie)
- 1998: Chicago Hope – Endstation Hoffnung (Chicago Hope, Fernsehserie, Folge 4x21)
- 1998: Clueless – Die Chaos-Clique (Clueless, Fernsehserie, Folge 2x20)
- 1998: Sliders – Das Tor in eine fremde Dimension (Sliders, Fernsehserie, Folge 4x07)
- 1999: Practice – Die Anwälte (The Practice, Fernsehserie, Folge 3x22)
- 1999: The West Wing – Im Zentrum der Macht (The West Wing, Fernsehserie, Folge 1x02)
- 1999: Nash Bridges (Fernsehserie, Folge 5x11)
- 1999: Meuterei in Port Chicago (Mutiny, Fernsehfilm)
- 2000: Die Nominierung (Running Mates, Fernsehfilm)
- 2000: Undressed – Wer mit wem? (MTV’s Undressed, Fernsehserie, 3 Folgen)
- 2000: Moesha (Fernsehserie, Folge 5x16)
- 2000: Alabama Dreams (Any Day Now, Fernsehserie, Folge 3x02)
- 2000–2004: Angel – Jäger der Finsternis (Angel, Fernsehserie, 91 Folgen)
- 2003: Atomalarm in San Francisco (Critical Assembly)
- 2004: CSI: Miami (Fernsehserie, Folge 3x06)
- 2006: Conviction (Fernsehserie, 13 Folgen)
- 2006: 4400 – Die Rückkehrer (The 4400, Fernsehserie, Folge 3x09)
- 2006: Paved with Good Intentions
- 2008–2009: Raising the Bar (Fernsehserie, 25 Folgen)
- 2010, 2014: Grey’s Anatomy (Fernsehserie, Folgen 6x15 & 11x04)
- 2011: The Mentalist (Fernsehserie, Folge 3x17)
- 2011: Warehouse 13 (Fernsehserie, Folge 3x07)
- 2013: Arrow (Fernsehserie, Folge 1x20)
- 2013–2018: Marvel’s Agents of S.H.I.E.L.D. (Fernsehserie, 12 Folgen)
- 2016: Notorious (Fernsehserie, 10 Folgen)
- 2020: Council of Dads (Fernsehserie, 10 Folgen)
- 2021: Generation (Fernsehserie, 6 Folgen)
- 2022: Vampire Academy (Fernsehserie, 10 Folgen)
- 2023: The Rookie: Feds (Fernsehserie, Folge 1x17)
- 2025: Fire Country (Fernsehserie, 3 Folgen)

## Zitate
„It is kind of grandiose, isn’t it? I changed my name at 14 because no one outside of my family could pronounce my first name correctly. My parents are from Panama, and so there’s a primary AND a secondary stress on my first name, Jaime, so it sounds like HIGH-MAY. And my middle name is actually Augusto [Ah-GOOS-toe], so that’s tough too. The funny thing is, I have so many nicknames that no one calls me by my given name anyway. Still, I have thought about changing it just to Jay Richards.“